# Imsovac
Imsovac (1900-ig Imsovo Selo, majd 1971-ig Imsovci) falu Horvátországban Belovár-Bilogora megyében. Közigazgatásilag Končanicához tartozik.

## Fekvése
Belovártól légvonalban 37, közúton 56 km-re délkeletre, Daruvártól légvonalban 13, közúton 18 km-re nyugatra, községközpontjától légvonalban 9, közúton 11 km-re délnyugatra, Nyugat-Szlavóniában, az Ilova és bal oldali mellékvize, a Toplica-patak közötti alacsony kiemelkedésen fekszik.

## Története
A falu török kiűzése után egy erdőirtáson keletkezett. A betelepülő szerb családok a 17. század végén főként Boszniából érkeztek. A települést 1774-ben az első katonai felmérés térképén „Dorf Novo Szelo” néven találjuk.
Lipszky János 1808-ban Budán kiadott repertóriumában „Novoszello” néven szerepel. Nagy Lajos 1829-ben kiadott művében „Novoszello” néven 35 házzal, 259 ortodox vallású lakossal találjuk.
A Magyar Királyságon belül Horvát-Szlavónország részeként, Pozsega vármegye Daruvári járásának része volt. 1857-ben 320, 1910-ben 835 lakosa volt. A 19. század végén és a 20. század elején az olcsó földterületek miatt és a jobb megélhetés reményében főként magyar lakosság telepedett le itt. 1910-ben a népszámlálás adatai szerint lakosságának 50%-a szerb, 43%-a magyar anyanyelvű volt. 1909-ben magyar iskolát is létrehoztak, de mivel a horvát hatóságok éveken át megtagadták működési engedélyét be kellett zárni. Az első világháború után 1918-ban az új szerb-horvát-szlovén állam, majd később (1929-ben) Jugoszlávia része lett. 1941 és 1945 között a németbarát Független Horvát Államhoz, háború után a település a szocialista Jugoszláviához tartozott. 1991-től a független Horvátország része. 1991-ben lakosságának 74%-a szerb, 15%-a magyar nemzetiségű volt. 2011-ben a településnek 200 lakosa volt.

## Lakossága
| Lakosság változása | Lakosság változása | Lakosság változása | Lakosság változása | Lakosság változása | Lakosság változása | Lakosság változása | Lakosság változása | Lakosság változása | Lakosság változása | Lakosság változása | Lakosság változása | Lakosság változása | Lakosság változása | Lakosság változása | Lakosság változása |
| ------------------ | ------------------ | ------------------ | ------------------ | ------------------ | ------------------ | ------------------ | ------------------ | ------------------ | ------------------ | ------------------ | ------------------ | ------------------ | ------------------ | ------------------ | ------------------ |
| 1857               | 1869               | 1880               | 1890               | 1900               | 1910               | 1921               | 1931               | 1948               | 1953               | 1961               | 1971               | 1981               | 1991               | 2001               | 2011               |
| 320                | 366                | 480                | 639                | 772                | 835                | 806                | 800                | 692                | 691                | 666                | 497                | 380                | 309                | 263                | 200                |

## Nevezetességei
A Legszentebb Istenanya pártfogása (Pokrova Presvete Bogorodice) tiszteletére szentelt pravoszláv temploma 1927-ben épült az 1765-ben fából épített templom helyén. Egyhajós épület, keletre néző félköríves szentéllyel, nagyméretű félköríves ablakokkal. A nyugati homlokzat felett áll a hagymasisakkal fedett harangtorony. Körülötte található a falu pravoszláv temetője.